# تبليسي
تَِفْلِيسُ والنسبة إليها تفليسيّ (بالجرجية: თბილისი، تبيليسي) عاصمة جرجستان وأكبر مدنها تقع علي ضفاف نهر كورا ويبلغ عدد سكانها حوالي 1,500,000 نسمة. تأسست في القرن الخامس من قبل فاختانغ الأول غورغاسالي، ملك مملكة ايبيريا، تفليس منذ ذلك الحين أصبحت عاصمة لمختلف الممالك والجمهوريات الجورجية. وبين ال1801 وال1917 ، عندما كانت تحت حكم الإمبراطورية الروسية السابقة، كانت تفليس مقرا للحاكم الإمبراطوري، الذي يحكم كلا من جنوب وشمال القوقاز.
بسبب موقعها على مفترق الطرق بين أوربا واسيا، وقربها من الطرق التجارية المربحة بين الشرق والغرب، كانت تفليس على مر التاريخ نقطة خلاف بين مختلف القوى العالمية. ويضمن موقع المدينة حتى هذا اليوم وضعها كطريق عبور هام لمختلف مشاريع الطاقة والتجارة. وينعكس تاريخ تفليس المتنوع في بنيته المعمارية، التي هي مزيج من العمارة القديمة والكلاسيكية والشرق الأوسط والفن نوفو والستالينية والحداثية.

وقد كانت تفليس تاريخيا موطنا لأشخاص من عقائد ثقافية وإثنية ودينية متعددة، وإن كانت في الوقت الحالي أغلبيتها الساحقة من المسيحيين الأرثوذكس الشرقيين. وتشمل جهاتها السياحية البارزة الكاتدرائيات ساميبا والدار، وساحة الحرية الكلاسيكية، والطريق المشجر روستافيلي، والطريق المشجر أغماشينيبيلي، وقلعة ناركالا في العصور الوسطى، ومسرح أوبرا المغاربي المستعار، والمتحف الوطني الجورجي.

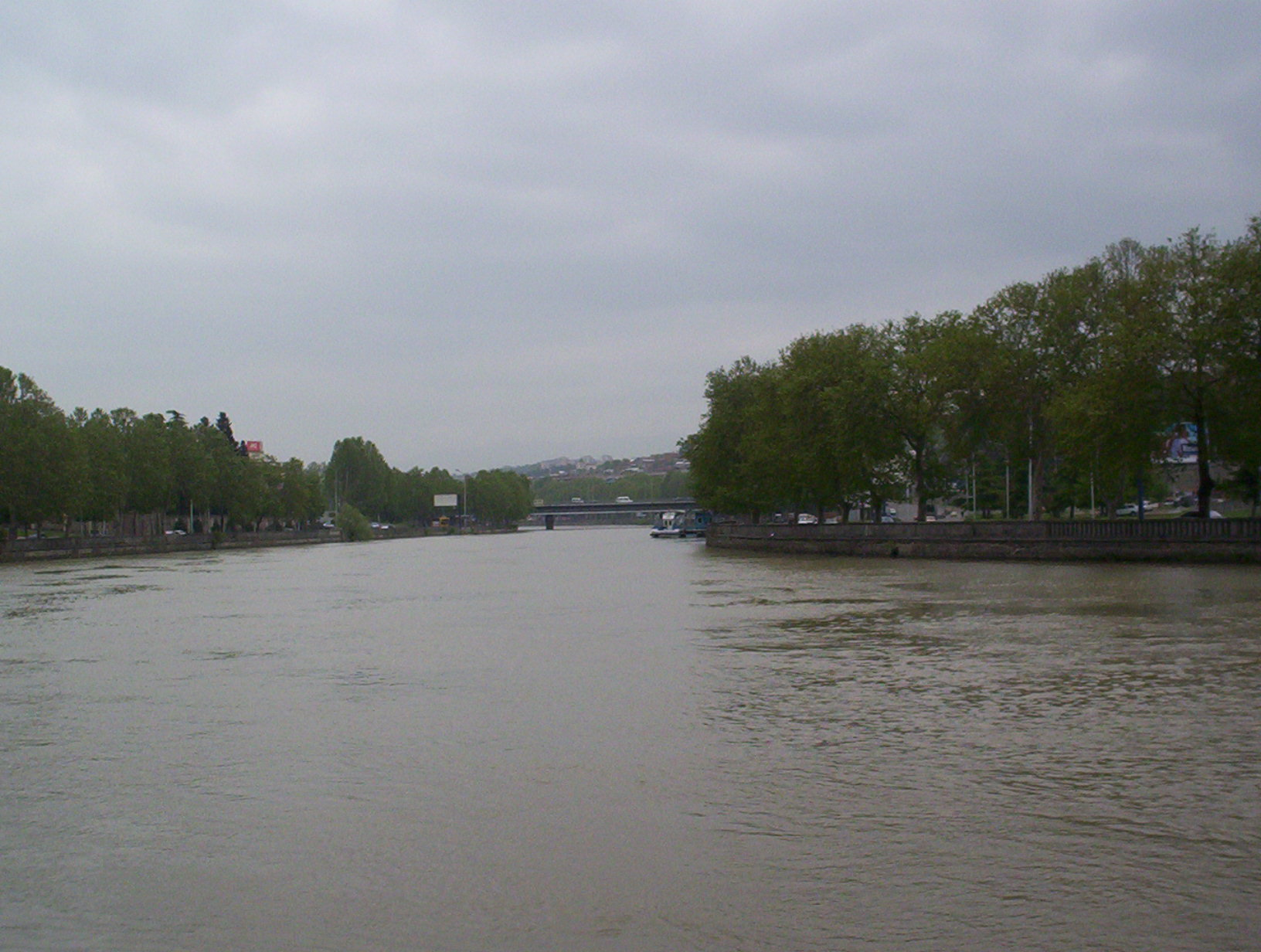
نهر كورا في مدينة تفليس

## الاسم
عرفت المدينة في العصور الوسطى باسم تفليس بكسر التاء، وقد ظل هذا الاسم رسميا حتى عام 1936 حينما غير الاسم إلى تبيليسي (بالجورجية: თბილი)[بحاجة لمصدر] من الينابيع الحارة حيث أن كلمة تبيلي بالجورجية تعني المكان الدافئ وكان ملك جورجيا في القرن الخامس ميلادي قد بنى المدينة بالقرب من هذه الينابيع الحارة.

## التاريخ
تأسست المدينة في القرن الخامس ميلادي على يد ملك جورجيا وفتحها العرب عام 735 بقيادة مروان بن محمد زمن ولايته على أرمينية وأذربيجان، كانت المدينة مسكونة منذ الألف الرابع ق.م، أما أول ذكر لها في المدونات الكتابية فيعود إلى القرن الرابع الميلادي. وقد نمت المدينة بفضل موقعها المهم على ملتقى الطرق التجارية التي تربط شرق جورجية مع جنوب شرق القفقاس وإيران وأرمينيا وتركيا وسوريا، وصارت عاصمة لشرق جورجية في عهد ملكها داتشا بن الملك فاختانغ الأول بدلاً من العاصمة القديمة متسخيتا. وقد دخل العرب المسلمون جورجيا في منتصف القرن السابع الميلادي، في العام 22 هجري، وكان قائد الفتح حبيب بن مسلمة وذلك في عهد الخليفة عمر بن الخطاب، وقد فرضت الجزية على السكان بمقدار دينار عن كل أهل بيت. وعرفت في المصادر العربية بـ«تفليس»، وبدءاً من ثلاثينات القرن الثامن الميلادي أصبحت تفليس عاصمة لما سُمّي بالإمارة العربية، وقد استمرت هذه الإمارة بالوجود حتى عام 1122 حين قضى عليها الملك الجورجي دافيد الذي جعل من تفليس عاصمة للمملكة الجورجية الموحدة. في النصف الثاني من القرن الرابع عشر الميلادي، تعرضت جورجية لهجوم جيوش تيمورلنك، مما أحدث تدميراً كبيراً شمل العاصمة تفليس. وخلال الفترة بين القرنين الخامس عشر والسابع عشر الميلاديين، تعرضت لهجوم العثمانيين، والصفويين. وفي عام 1802 ضُمَّت جورجيا إلى القيصرية الروسية، وتحولت المدينة إلى مركز إداري لمحافظة جورجيا، وفي العام 1846 صارت مقرّاً للقيادة العسكرية الروسية في القفقاس. في 25 شباط 1921 استولى الشيوعيون على السلطة في جورجيا، وأصبحت تفليس عاصمة لجمهورية جورجيا السوفييتية الاتحادية، وحين تفكّك الاتحاد السوفييتي عادت تفليس لتصير عاصمة جمهورية جورجيا المستقلة.

### التاريخ المبكر
وقد أشارت الدراسات الأثرية في المنطقة إلى الاستيطان البشري في إقليم تفليس منذ الألفيو الرابعة قبل الميلاد. ووفقا لإسطورة قديمة، غطت الغابات إقليم تفليس الحالي في وقت متاخر حتى 458. ومن الاختلافات المقبولة على نطاق واسع لإسطورة الدول المؤسسة لتفليس أن الملك فاختانغ الأول غورغاسالي من جورجيا ذهب للصيد في المنطقة المشجرة مع صقر (وفي بعض الأحيان يتم استبدال الصقر إما بصقر أو بطيور صغيرة أخرى من الفريسة في الإسطورة) ويدعي أن صقر الملك قبض على طائر الدراج أو أصابه أثناء الصيد، وبعد ذلك سقطت الطيور في نبع ساخن قريب وتوفيت من أثر الحروق. أصبح الملك [فاختانغ] متأثر هكذا مع الينابيع الساخنة لذلك قرر أن يقطع أشجار الغابة وبنيت مدينه على الموقع. اسم تفليس مستمد من جورجيا القديمة t'other (თბილისი)، وكذلك من t'other (თბილი، «الحارة»). فإن اسم "t'other" أو «الموقع الساخن» (حرفيا، «المكان الدافئ») أعطي للمدينة بسبب الينابيع الساخنة العديدة في المنطقة التي خرجت من الأرض.
ونقل الملك داشي الأول أوجارجيلي، الذي كان خلفا لفانتانغ الأول غورغاسالي، العاصمة من متسكيتا إلى تفليس وفقا لإرادة والده. ولم تكن تفليس عاصمة لدولة جورجيا موحدة في ذلك الوقت ولم تكن تشمل إقليم كولييس. بل إنها كانت عاصمة جورجيا الشرقية/إيبيريا. وخلال فترة حكمه، أشرف الملك داشي على بناء جدار الحصن الذي اصطف الحدود الجديدة للمدينة. ومنذ القرن السادس، نمت تفليس في سرعة تقدم ثابت بسبب موقع المنطقة المناسب والاستراتيجي الذي وضع المدينة على طول طرق التجارة والسفر الهامة بين أوربا وآسيا.

### السيطرة الأجنبية
ولم يبشر موقع تفليس المناسب والاستراتيجي بالضرورة بالخير بالنسبة لوجودها كعاصمة لجورجيا الشرقية/ايبيريا. وقد أصبحت تفليس، التي تقع استراتيجيا في قلب القوقاز بين أوربا واسيا، هدفا للتنافس بين مختلف القوى الإقليمية مثل الإمبراطورية الرومانية، وبارثيا، وبلاد فارس ساسانيد، والعرب، والامبراطوريه البيزنطية، والأتراك السلاجقة. وكانت التنمية الثقافية للمدينة متوقفة إلى حد ما علي من حكم المدينة في أوقات مختلفة، على الرغم من ان تفليس (وجورجيا بصفة عامة) تمكنت من الحفاظ علي قدر كبير من الاستقلال الذاتي من الفاتحين
ومن 570 إلى 580، سيطر الفرس علي تفليس وحكموها لمدة عقد تقريبا. وفي العام 627، قامت الجيوش البيزنطية/خازار بالسيطرة على تفليس، وفي وقت لاحق، في 736-738، دخلت الجيوش العربية البلدة الواقعة تحت إشراف مروان الثاني بن محمد. وبعد هذه النقطة، أنشأ العرب إمارة تتركز في تفليس. وفي 764، كانت تفليس، التي لا تزال تحت السيطرة العربية، قد سلبت مره أخرى من قبل الخازار. وفي 853، غزت جيوش الزعيم العربي بوغه التركي (بونغا التركي) تفليس من أجل إجبارها علي العودة إلى الولاء العباسي. واستمرت السيطرة العربية لتفليس حتى حوالي 1050. في 1068، كانت المدينة مره أخرى سلبت، وهذه المرة فقط من قبل الأتراك السلاجقة تحت سلطان ألب أرسلان.

### عاصمة جورجيا
عام 1122 وبعد قتال عنيف مع السلاجقة شارك فيه ما لا يقل عن 60,000 من الجورجيين و300,000 من الأتراك، دخلت قوات ملك جورجيا ديفيد مدينة تفليس. وبعد انتهاء المعارك في تفليس، نقل ديفيد مسكنه من كوتيسي (جورجيا الغربية) إلى تفليس، مما جعلها عاصمة لدولة جورجية موحدة، ثم بدأ العصر الذهبي الجورجي. وفي الفترة من 12 إلى 13 قرنا، أصبحت تفليس قوة إقليمية مسيطرة ذات اقتصاد مزدهر (مع التجارة المتطورة والعمالة الماهرة) ونظام هيكلي اجتماعي راسخ. وبحلول نهاية القرن الثاني عشر، بلغ عدد سكان تفليس 100,000. وأصبحت المدينة أيضا مركزا أدبيا وثقافيا هاما ليس فقط بالنسبة لجورجيا ولكن بالنسبة للعالم الأرثوذكسي الشرقي خلال الزمن. وخلال عهد الملكة تامار، عمل شوتا روستافيلي في تفليس أثناء كتابة قصيدته الاسطوريه الملحمية، الفارس في جلد النمر. وكثيرا ما يشار إلى هذه الفترة باسم «العصر الذهبي لجورجيا» أو النهضة الجورجية. 

### السيطرة المغولية والفترة المقبلة عدم الاستقرار
ان «العصر الذهبي» لتفليس لم يدم أكثر من قرن. وفي 1226، استولت الامبراطوريه اللاجئة علي تفليس شاه مينغوليو والدفاعات التي كانت تتعرض لها الجيوش المغولية بشدة وتعرضت للدمار في 1236، بعد ان عاني المغول من هزيمة ساحقه، جاءت جورجيا تحت سيطرة المغول. وقد حافظ الشعب علي هيئته في شكل شبه استقلالي ولم تفقد مكانتها كدولة، ولكن تفليس تأثرت بشدة بالمغول في القرن المقبل من الناحيتين السياسية والثقافية. وفي العشرينيات، طرد المغول بالقوة من جورجيا، وأصبحت تفليس عاصمة لدولة جورجية مستقلة مرة أخرى. ثم اندلع الطاعون الذي ضرب المدينة في 1366.
من أواخر 14 حتى نهاية القرن الثامن عشر، وقعت تفليس تحت حكم الغزاة الأجانب المختلفة مرة أخرى، وأحرقت تماما في عده مناسبات علي الأرض. وفي 1386، غزت تفليس جيوش تامرلين (تيمور). وفي 1444، تعرضت المدينة للغزو والتدمير من قبل جاهان شاه (شاه مدينة تبريز في بلاد فارس). من 1477 إلى 1478 وقد احتلت المدينة من قبل رجال القبائل اك كويونلو من أوزون حسن.

### السيطرة الإيرانية

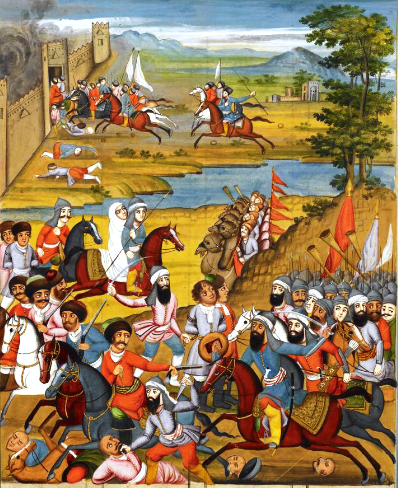
سقوط تفليس بيد قوات آغا محمد خان القاجاري عام 1795

وفي 1503، جاءت تفليس إلى جانب كارتلي وككاكيتي الأوسع نطاقا تحت حكم صفد الإيرانية . في 1522، جاءت تفليس لأول مره تحت السيطرة الإيرانية الاعتبارية ولكن الملك دافيد العاشر في جورجيا أطلق سراحه في وقت لاحق في 1524. خلال هذه الفترة، أعيد بناء العديد من أجزاء تفليس وأعيد بناؤها. وبدءا من معاهدة امبويا 1555، وبشكل أكثر حزما من 1614 إلى 1747، ومع البعثات القصيرة، قامت القوات الإيرانية بتمركز تفليس وعملت كمقر لملوك فاسيلي الإيرانية الذين منحهم الشاه لقب الولي. بموجب القواعد اللاحقة ل اريسكون الثانية والثانية، وأصبحت تفليس مركزا سياسيا وثقافيا نابضا بالحياة وخاليا من الحكم الأجنبي، ولكن المدينة كانت قد استولى عليها ودمرت في 1795 من قبل حاكم المنطقة الإيراني أغا محمد خان، الذي سعى إلى إعادة تأكيد السيطرة الإيرانية علي جورجيا.في هذه المرحلة، كان الاستشعار ان جورجيا لا يمكن ان تصمد ضد إيران وحدها، والتمس اريسكون مساعدة من روسيا.

### السيطرة الروسية
في 1801، بعد ان ضمت الإمبراطورية الروسية المملكة الجورجية كارتلي-كاكهوتي التي كانت تفليس عاصمة لها، وبشكل حاسم مع معاهدة غوليستان الصادرة في 1813، الموقعة مع إيران، في الفترة الأخيرة فقدت رسميا سيطرتها علي المدينة وعلى الأراضي الجورجية الأوسع التي كانت تحكمها منذ قرون. أصبحت تفليس مركز محافظه تفليس (غوبرنيا). وخلال القرن التاسع عشر، أقيمت مبان جديدة، معظمها من طراز أوربا الغربية، في جميع أنحاء المدينة. وشيدت طرق وسكك حديدية جديدة للربط بين تفليس والمدن الهامة الأخرى في روسيا وأجزاء أخرى من المنطقة، مثل باتومي وبوتي. من قبل الخمسينيات ظهرت تفليس مرة أخرى كمركز تجاري وثقافي رئيسي. وقد وجد كل من أمثال إيليا شافشافادزه، واكاكي تسيتيتيلي، وميرزا فاتوالي اخودادادي، والسيد ايباكوب غويباشفيلي، والكسندر غريبودوف، والعديد من رجال الدولة والشعراء والفنانين، منازلهم في تفليس. وقد زاروا المدينة في مناسبات عديدة من قبل وكانت المودة من الكسندر بوشكين، ليو تولستوي، ميخائيل ليرمونتوف، وعائله رومانوف وغيرها. وكان الشريان الرئيسي الجديد الذي بني تحت الإدارة الروسية هو غولوففي افينيو (شارع روستافيلي الحالي) الذي أقام فيه نواب القوقاز مقر إقامتهم. وخلال القرن التاسع عشر، كانت أكبر مجموعة عنصرية في تفليس من الأرمن، الذين شكلوا في مرحلة ما 74.3 في المائة من السكان. منذ بداية القرن التاسع عشر بدأت تفليس في النمو اقتصاديا وسياسيا.

### الاستقلال
وبعد الثورة الروسية في 1917، كانت المدينة بمثابه موقع للحكومة المؤقتة لمنطقه ما وراء القوقاز التي إنشات في ربيع 1918، الاتحاد المستقل القصير الأجل لمنطقه ما وراء القوقاز والعاصمة في تفليس. وفي هذا الوقت، كان لدي تفليس نفس العدد تقريبا من الأرمان بوصفهم جورجيين، وكان الروس ثالث أكبر مجموعه عرقيه. كان هناك، في القصر الملكي السابق في القوقاز، حيث تم إعلان استقلال ثلاثه من دول القوقاز-جورجيا وأرمينيا وأذربيجان-في الفترة من 26 إلى 28 أيار/مايو 1918. وبعد ذلك، عملت تفليس عاصمه لجمهوريه جورجيا الديمقراطية حتى 25 شباط/فبراير 1921. من 1918 إلى 1919 وكانت المدينة أيضا علي التوالي الوطن لمقر الجيش ألماني والبريطاني.
وفي ظل الحكومة الوطنية، تحولت تفليس إلى أول مدينه في الجامعة القوقازية بعد ان تاسست جامعه تفليس الحكومية في 1918، وهو حلم طال أمده للجورجيين الذي حظرته السلطات الامبراطوريه الروسية لعده عقود. في 25 شباط/فبراير 1921، قام الجيش الأحمر الروسي الحادي عشر بغزو تفليس بعد قتال مرير في ضواحي المدينة وأعلن الحكم السوفياتي

### الحكومة الشيوعية
دخل الجيش الأحمر تفليس في 25 شباط/فبراير 1921.
في 1921، احتلت جمهوريه جورجيا الديمقراطية القوات السوفياتية البولشفية من روسيا، وحتى 1936 تفليس كانت أولا كعاصمه لمنطقه ما وراء القوقاز (التي شملت أرمينيا وأذربيجان وجورجيا)، وبعد ذلك حتى 1991 كعاصمه للجمهورية الاشتراكية السوفياتية الجورجية. وخلال الحكم السوفياتي، نما عدد سكان تفليس بشكل كبير، وأصبحت المدينة أكثر صناعيه وصارت مركزا سياسيا واجتماعيا وثقافيا هاما للاتحاد السوفياتي. وفي 1980، استضافت المدينة أول مهرجان روك بموافقه الدولة في الاتحاد السوفياتي. وفي السبعينات والثمانينات، أعيد بناء الجزء القديم من المدينة إلى حد كبير. 
شهدت تفليس مظاهرات حاشده مناهضه لروسيا خلال الفترة 1956 في مذبحه 9 آذار/مارس احتجاجا علي السياسات المناهضة لستالين التي وضعتها نيكيتا خروشوف. ووقعت احتجاجات سلميه في 1978، وفي 1989 كانت مأساه 9 نيسان/أبريل حيث كان احتجاجا سلميا تحولت إلى عنف.

### بعد تفكك الاتحاد السوفيتي
ومنذ تفكك الاتحاد السوفياتي، شهدت تفليس فترات من عدم الاستقرار والاضطراب الكبيرين. بعد حرب أهلية قصيرة، التي تحملتها المدينة لمده أسبوعين من كانون الأول/ديسمبر 1991 إلى كانون الثاني/يناير 1992 (عندما اشتبكت القوات المؤيدة للغامورديا وقوات المعارضة مع بعضها البعض)، أصبحت تفليس مسرحا لمواجهات مسلحة متكررة بين مختلف عشائر وحتى خلال حقبة شيفرنادزه (1993-2003)، أصبحت الجريمة والفساد متفشيين على معظم مستويات المجتمع. وأصبحت شرائح عديدة من المجتمع فقيرة بسبب البطالة التي سببها الاقتصاد المتداعي. وبدأ المواطنون العاديون في تفليس يزدادون إحباطا من النوعية الحالية للحياة في المدينة (وفي آلامه بصفه عامة). وقد وقعت احتجاجات حاشدة في تشرين الثاني/نوفمبر 2003 بعد أن أجبرت الانتخابات البرلمانية المزورة أكثر من 100,000 شخصا على الدخول إلى الشوارع واختتمت بثوره الورود. ومنذ 2003، شهدت تفليس قدرا أكبر بكثير من الاستقرار مع انخفاض معدلات الجريمة، وتحسن الاقتصاد، والازدهار العقاري. خلال حرب أوسيتيا الجنوبية 2008 تعرضت منطقة تفليس لهجمات جوية روسية متعددة.
وبعد الحرب، بدأت عدة مشاريع واسعة النطاق، بما في ذلك بدأ نظام الترام، خطا التفافيا للسكك الحديدية ونقلا للمحطة المركزية وطرقا حضرية جديدة. في حزيران/يونية 2015، أسفرت فيضانات عن مقتل ما لا يقل عن اثني عشر شخصا وتسببت في إطلاق سراح الماشية من حديقة المدينة في الشوارع.

## السياسة والإدارة
وتحدد المادة 10 من دستور جورجيا (1995) والقانون المتعلق بالعاصمة الجورجية-تفليس (20 شباط/فبراير 1998) وضع تفليس، بوصفها عاصمه البلد.
وتخضع تفليس لحكم مجلس مدينه تفليس (ساكريبولو) وقاعه مدينه تفليس (ميرييا). وينتخب مجلس المدينة مره كل أربع سنوات. وينتخب رئيس البلدية مره كل أربع سنوات بالانتخابات المباشرة. وعمده تفليس هو دافيد (دافيس) نارهوس، ورئيس مجلس مدينه تفليس هو جيورجي اليبياشفيلي.
أيضا مركز شرطه في جاده اغماشينيبيلي
ومن الناحية الاداريه، تنقسم المدينة إلى المقاطعات التي لها وحداتها الخاصة من الحكومة المركزية والمحلية التي لها ولاية علي نطاق محدود من الشؤون. وقد أنشئت هذه الشعبة الفرعية تحت الحكم السوفياتي في الثلاثينات، بعد التقسيم العام للاتحاد السوفياتي. ومنذ ان استعادت جورجيا استقلالها، عدل النظام وأعيد تعديله. ووفقا لاعادة النظر الأخيرة، تشمل المراجعات التي أجريت في تفليس ما يلي:
تفليس القديمة (ძველითბილისი)
فاكي-سابورتالو (ვაკე-საბურთალო)
ديدوبي-تشيغريتي (დიდუბე-ჩუღურეთი)
غلداني-نادزاديفي (გლდანი-ნაძალადევი)
اساني-سامغوري (ისანი-სამგორი)
ديديغوري (ka) (დიდგორი)، 2007 – 2013
ويطلق علي معظم المناطق اسم الاحياء التاريخية المعنية في المدينة. ويعترف مواطنو تفليس علي نطاق واسع بنظام الاحياء التاريخية غير الرسمية الأصغر. غير ان هذه الاحياء تشكل عده أنواع من التسلسل الهرمي، لان معظمها قد فقد حدودها الطبوغرافية المميزة. والمستوي الأول الطبيعي لتقسيم المدينة إلى الضفة اليمني والضفة اليسرى لل ' المنطقة المتوسطة '. وتعود أسماء أقدم الاحياء إلى العصور الوسطي المبكرة وتشكل في بعض الأحيان اهتماما لغويا كبيرا. أحدث التطورات المبنية بأكملها تحمل أساسا أسماء التسويق السكنية.
وفي مرحله ما قبل الثورة، كان الحي الجورجي محصورا في الجزء الجنوبي الشرقي من المدينة. يصف التخطيط بإيجاز:
في الجزء الشمالي من البلدة، علي الضفة اليسرى من الشمال والي الجنوب من محطه السكة الحديد، ويمتد الربع الألماني، التي كانت تحتلها سابقا المهاجرين ألمان من وورتمبرغ (1818). إلى الجنوب هو الحي الرمادي أو الجورجي (افلابار). علي الضفة اليمني المجاور للربع الروسي، ومقر المسؤولين والشركات التجارية الكبرى. هذا المجاورللجنوب من قبل الأسواق الارمينيه والفارسية.
--كارل بايديكر، روسيا: كتيب للمسافرين
ويعتبر افلاباري "العنصر الأساسي لما يسمي" تفليس القديمة "وهو الآن هدف التخطيط والحفاظ علي التراث الثقافي

## الموقع
تقع تفليس في جنوب القوقاز عند خط العرض 41 ° 43 ' شمالا وخط الطول 44 ° 47 شرقا. وتقع المدينة في شرق جورجيا علي ضفتي نهر الشرق المتوسط. ويتراوح ارتفاع المدينة بين 380 و770 مترا فوق مستوي سطح البحر (1250-2530 قدم)، ولها شكل المدرج البرمائي المحاط بالجبال علي ثلاثه جوانب. إلى الشمال، ويحدها تفليس من مجموعه ساغورامو، إلى الشرق والجنوب الشرقي من قبل سهل اوري، إلى الجنوب والغرب من قبل مختلف النهايات (النطاقات الفرعية) من مجموعه ترياليت.
ان جغرافية تفليس معقده. ويمتد الجزء من المدينة الذي يقع علي الضفة اليسرى للنهر المتوسط لأكثر من 30 كيلومترا (19 ميلا) من منطقه إفشالا إلى نهر لوتشيني. الجزء من المدينة التي تقع علي الجانب الأيمن من نهر متكفاري، من ناحية أخرى، وبنيت علي طول سفوح مجموعه ترياليت، والمنحدرات التي في كثير من الحالات تنزل كل الطريق إلى حواف النهر متكفاري. فان الجبال تشكل حاجزا كبيرا امام التنمية الحضرية علي الضفة اليمني لنهر متكفاري. وهذا النوع من البيئة الجغرافية يخلق جيوبا من المناطق الشديدة الكثافة في حين ان أجزاء أخرى من المدينة تترك متخلفه بسبب التضاريس الطوبوغرافية المعقدة.
وفي شمال المدينة يوجد خزان كبير (يعرف عاده ببحر تفليس) لتغذيه قنوات الري.

## المناخ
ولتفليس مناخ شبه استوائي رطب (التصنيف المناخي لإتحاد القوى الإفريقية) مع تأثيرات قارية كبيرة. وتشهد المدينة صيفا حارا جدا وشتاء باردا معتدلا. وعلي غرار المناطق الأخرى في جورجيا، تتلقي تفليس امطارا غزيرة طوال العام دون ان تكون هناك فترة جفاف منفصلة. ويتأثر مناخ المدينة سواء بالكتل الهوائية الجافة (وسط آسيا/سيبيريا) من الشرق والمحيطات (المحيط الأطلسي/البحر الأسود) من الغرب. ونظرا لأن المدينة محصورة في معظم الجوانب بالسلاسل الجبلية، فإن القرب الوثيق من الأجسام الكبيرة من المياه (البحر الأسود وبحر قزوين) وجبال القوقاز الكبرى (بالإضافة إلى الشمال) تمنع التسلل من الكتل الهوائية وتتميز تفليس بمناخ معتدل نسبيا بالمقارنة مع المدن الأخرى التي لديها نفس الظروف المناخية المماثلة.
ويبلغ متوسط درجة الحرارة السنوية في تفليس 13.3 درجة مئوية (55.9 °F). كانون الثاني/يناير هو أبرد شهر مع متوسط درجه الحرارة 2.3 درجة مئوية (36.1 °F). تموز/يوليو هو أسخن شهر مع متوسط درجة الحرارة 24.9 درجة مئوية (76.8 °F). تصل درجات الحرارة العالية في النهار إلى 32 أو تتجاوز 32 درجة مئوية (90 °F) بمعدل 22 يوما في المتوسط خلال سنه عادية. الحد الأدنى المطلق لدرجة الحرارة المسجلة هو − 24.4 درجه مئوية (− 11.9 °F) في كانون الثاني/يناير 1883 والحد الأقصى المطلق هو 42.0 °C (107.6 °F) في 17 تموز/يوليو 1882. يبلغ متوسط الهطول السنوي 495.5 مم (19.5). أيار/مايو هو الشهر الأكثر بللا (في المتوسط 77.6 مم (3.1 في) من هطول الأمطار) في حين أن كانون الثاني/يناير هو الأكثر جفافا (في المتوسط 18.9 مم (0.7) من هطول الأمطار). ويسقط الثلج في المتوسط بمعدل 15-25 يوما في السنة. وغالبا ما تحبس الجبال المحيطة الغيوم داخل المدينة وحولها، ولا سيما خلال أشهر الربيع والخريف، مما يؤدي إلى طقس ممطر /أو غائم لفترات طويلة. وتسيطر الرياح الشمالية الغربية علي معظم أجزاء تفليس طوال العام. الرياح السائدة في السوق المشتركة هي أيضا

## السكان

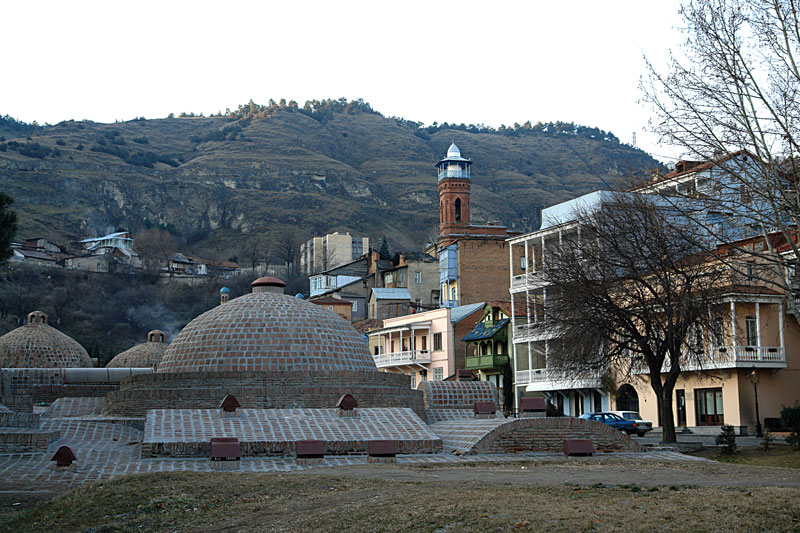
شارع الحمامات.

تفليس هي مدينة متعددة الثقافات. هي موطن لكثير من عرقيات مختلفة. حوالي 89٪ من السكان من أصل عرقي جورجي، مع أعداد كبيرة من الجماعات العرقية الأخرى مثل الأرمن والروس، والاذريين. سكانها فيزيدون على 1.500.000 نسمة (عام 1997)، أكثر من نصفهم من الجورجيين، وهناك أقليات أرمنية وروسية وأوسيتية وأذرية

## الدين
ومعظم سكان تفليس يدينون بالمسيحية على مذهب الأرثوذكسية (95%) مع أقلية مسلمة (ما بين 4% و 8%) مع بعض اليهود .

## الخصائص السكانية
وباعتبارها مدينة متعددة الثقافات، فإن تفليس تضم أكثر من 100 مجموعة عرقية. ويتالف حوالي 89 في المائة من السكان من العرقية الجورجية، مع عدد كبير من السكان من الجماعات العرقية الأخرى مثل الأرمن والروس والأذربيجانيين. وإلى جانب المجموعات المذكورة، فإن تفليس هي موطن لمجموعات عرقية أخرى منها أوسيتيون، والأبخاز، والأوكرانيون، واليونانيون، وألمان، واليهود، والإستونيون، والأكراد، والآشوريون واليزيديون، وغيرهم،
وأكثر من 95 في المائة من المقيمين في تفليس يمارسون عقائد من المسيحية (الكنيسة الأرثوذكسية الجورجية هي الأكثر سيطرة). والكنيسة الأرثوذكسية الروسية، التي هي بالمشاركة الكاملة مع الجورجية، والكنيسة البابوية الأرمينية، لها بعد هام داخل المدينة أيضا. وهناك أقلية من السكان (نحو 1.5 في المائة) لهم عقائد إسلامية (ومعظمهم من الشيعة الإسلام)، في حين أن نحو 0.1 في المائة من سكان تفليس لهم عقائد اليهودية. وهناك أيضا كنيسة الروم الكاثوليك ومعبد يازيدي السلطان عزيد.
وكانت تفليس معروفه تاريخيا بالتسامح الديني. ويتضح هذا بشكل خاص في المدينة القديمة، حيث يمكن العثور على مسجد وكنيسة أرثوذكسية شرقية على بعد أقل من 500 متر (1,600 قدم) من بعضها البعض.

## الرياضة
حتى بداية القرن 19، كانت توجد الرياضة مثل ركوب الخيل، والمصارعة، والملاكمة، والرماية (الرياضة الأكثر شعبيه في المدينة) ونظراً لأن تفليس بدأت تتطور اجتماعيا واقتصاديا وتندمج أكثر مع الغرب، فقد استحدثت رياضة جديدة من أوربا.
وقد أدت الحقبة السوفياتية إلى زيادة الترويج للرياضة التي كانت شائعة في أوربا وإلى حدٍّ ما في الولايات المتحدة. وفي الوقت نفسه، طورت تفليس الأساسيات الرياضية اللازمة للرياضة المسيطرة. بحلول 1978، كانت المدينة حوالي 250 مرافق رياضية كبيرة وصغيرة، تحتوي فيما بينها، أربعه حمامات داخلية وستة مسابح في الهواء الطلق ، 185 ملاعب كرة السلة ، و 192 مرافق الكره الطائرة، وساحات كرة اليد، وأكبر إستاد في تفليس هو دينامو (55,000 مقعدا) وثاني أكبر إستاد ميهيل ميخي (24,680 مقعدا). القصر الرياضي الذي يستضيف عادة مباريات كرة السلة مع الحضور الضخم وبطولات التنس تحتوي ما يقرب من 11,000 شخصا.
فيري هول لكرة السلة هو أصغر الساحات الرياضية الداخلية مع 2,500 مقعد.
الرياضة الأكثر شعبية في تفليس اليوم هي كره القدم، واتحاد الرجبي، وكرة السلة، والمصارعة. كما تشمل الرياضات الشعبية التنس والسباحة والبولو المائي. وهناك العديد من الفرق لكرة القدم وفرق الركبي وكذلك نوادي المصارعة. الولايات المتحدة الأمريكية للاعبين كرة السلة زازا باشولليا ونيلوتز تسخينفالي هم مواطنين تفليس. والمدينة لديها عدد من الفرق الرياضية المشتركة والهواة والنوادي.
ولم يفز فريق تفليس لكره القدم، دينامو تفليس، ببطولة أوربية كبرى منذ موسم 1980 – 1981، عندما فاز بكاس الفائزين في كأس الاتحاد الأوربي وأصبح الفريق الشرقي في أوربا لتحقيق الإنجاز. فاز نادي كرة السلة دينامو تفليس في الاتحاد الأوربي في 1962 ولكن أيضا لم تتكرر أي من هذا القبيل الفذ.

## الاعلام
وتتخذ الغالبية العظمي من شركات الاعلام في جورجيا (بما في ذلك التلفزيون والصحف والاذاعه) مقرا لها في تفليس. وتعد المدينة موطنا للقناه التليفزيونية الشعبية التي حصلت علي شهره كبيره بعد تغطيتها للثورة الوردية. الاضافه إلى روستافي 2، فان الثلاثة المتبقية من القنوات التلفزيونية العامة الرئيسية في جورجيا (بما في ذلك تلفزيون ايميدي زي وقناه الاذاعه العامة) متمركزة في المدينة. وشهدت السوق التلفزيونية في تفليس تغيرات ملحوظة منذ النصف الثاني من 2005 عندما اشترت رستم 2 بنجاح شركه التلفزيون mz وشركه روبرت مردوخ للانباء أصبحت مساهمه في وسائل الاعلام المسيطرة في بداية 2006.
ولدي تفليس عدد من دور نشر الصحف. ومن أبرز الصحف اليومية 24 ساتي («24 ساعة»)، وريزوانسي («الرنين»)، وما إلى ذلك، أيضا صحيفة اللغة الانجليزيه يوميا الرسول، والمالية الاسبوعيه، وجورجيا اليوم، واللغة الانجليزيه الاسبوعيه الجورجية تايمز ومن بين المحطات الاذاعيه في المدينة، فان أذاعه ايميدي (105.9 fm)، فورتونا، وراديو 105 هي بعض من أكثر المنافسين نفوذا مع الجماهير الوطنية الكبيرة.
وتشمل محطات الاذاعه في تفليس 5 خطوط إذاعيه (93.8 fm)، وأوربا + تفليس (99.6 fm)، وراديو الجهاز الأبوي الجورجي (105.4 fm). [41]

## العمارة
العمارة في المدينة هو خليط من الجورجية والبيزنطية، الكلاسيكية الحديثة، والفن نوفو، والفنون الجميلة، والشرق الأوسط، والسوفياتي الستالينية في الأساليب المعمارية. والأجزاء الأقدم من المدينة، بما في ذلك ابانو-اوباني، افلاباري، والي حد ما في مقاطعات سولولاكي ومن الواضح النظرة المعمارية الجورجية التقليدية مع التاثيرات الشرقية القريبة. ان مناطق وسط مدينه تفليس التي تم بناؤها أو توسيعها بشكل رئيسي في القرن التاسع عشر (شارع روستافيلي، مقاطعه فيرا، الخ) لها نظره أوربيه غربيه أساسا، ولكنها تحتوي مع ذلك علي أمثله فريدة للهندسة المعمارية الأوربيه الزائفة، مثل أوبرا تفليس.
وقد تميزت بداية القرن العشرين باحياء معماري، بأسلوب فن نوفو. مع إنشاء الحكومة الشيوعية، وكان هذا النمط الزامي للبرجوازية ومهمله إلى حد كبير. ومن الامثله علي العمارة الستالينية في جورجيا 1938 ماركس-انجلز-معهد لينين للبناء («اميلي»)، التي تمتلك الآن فندق بيلتمور تفليس.
وفي أعقاب الخصخصة، كان من المفترض تحويل هذا المبني من 2006 إلى 2009 إلى فندق كمبينسكي فخم خمسه نجوم من قبل مجموعه ابوظبي في الإمارات. وحتى 2013، لم تكن قد أنجزت أي تجديدات.
ويمكن تجديد العمارة في وقت لاحق من القرن 20 أساسا مع نمط البناء الذي كان شائعا خلال الحقبة السوفياتية في جميع انحاء الاتحاد السوفيتي والبلدان تحت الاحتلال السوفياتي.
وشمل ذلك بناء مبان سكنيه كبيره وملموسه فضلا عن المرافق الاجتماعية والثقافية والمكتبية، مثل مبني وزاره الطرق في تفليس على سبيل المثال. ومنذ تفكك الاتحاد السوفياتي، كانت تفليس موقعا لمشاريع بناء غير منضبطة/غير مرخص بها. ومنذ 2004، اتخذت حكومة المدينة مبادرات جديده للحد من مشاريع البناء غير المنضبطة التي حققت نجاحا مختلطا. وفي المستقبل القريب، سيكون لدي تفليس ثلاثه مجمعات لناطحات السحاب. ستكون أبراج المحور، ريرياكس شافشافادزه 64، ومجمع فنادق الأعمال الجديده في أجارا، الذي يجري بناؤه حاليا، أطول المباني ناطحات السحاب في القوقاز.

## المعالم الهامة
ولتفليس معالم هامه ومواقع لمشاهده معالم المدينة  ويوجد في تفليس البرلمان ومباني الحكومة (مستشاريه الدولة) في جورجيا، فضلا عن المحكمة العليا لجورجيا. وللمدينة معالم ثقافيه هامه مثل المتحف الوطني الجورجي، ومحافظه تفليس الحكومية، وأوبرا تفليس، ومسرح الباليه، مسرح روستافيلي الأكاديمي الحكومي، مسرح مارجانشفيلي الأكاديمي الحكومي، كاتدرائية ساميبا، قصر فورونتسوف (المعروف أيضا بقصر الأطفال اليوم)، العديد من المتاحف الحكومية، والمكتبة العامة الوطنية لبرلمان جورجيا، والمصرف الوطني لجورجيا، وميدان الحرية، وسيرك تفليس، وجسر السلام والمؤسسات الهامة الأخرى. وخلال الحقبة السوفياتية، كانت تفليس تحتل باستمرار مرتبه في المدن الأربع الاولي في الاتحاد السوفيتي لعدد المتاحف.
من معالم المدينة التاريخية، وأبرزها هي قلعه ناركالا، وكاتدرائية انشيساتي (القرن السادس، التي بنيت في القرن 16)، والكاتدرائية (القرن الثامن، الذي أعيد بناؤه في وقت لاحق)، وكنيسه ميتيخي.

## الملاهي الليلة
بالاضافه إلى مناطق الجذب التقليدية، طورت تفليس ثقافة النوادي الليلية المزدهرة التي بدات تجتذب اهتمام وسائط الاعلام الدولية في الفترة من عام 2019. وقد ظهرت الانديه الرائدة مثل باساني، والرابطة الدولية للمقهى، ومعرض المقاهي، وكذلك الفنانين المحليين الرئيسيين.

## الاقتصاد
مع الناتج المحلي الإجمالي بالأسعار الاساسيه 12,147,000,000 الجورجي لاري في 2014، تفليس هي المركز الاقتصادي للبلاد، وتوليد ما يقرب من 50 في المئة من الناتج المحلي الإجمالي في جورجيا. ويسيطر قطاع الخدمات، بما في ذلك الخدمات الحكومية، ويسهم بنسبه 88 في المائة من الناتج المحلي الإجمالي. ويتجاوز نصيب الفرد من الناتج المحلي الإجمالي 10,336 لاري الجورجي المتوسط الوطني بما يزيد عن 50 في المائة. ويسيطر قطاع التجارة بالجملة والتجزئة علي قطاع الخدمات نفسه، مما يعكس دور تفليس كمركز للمرور العابر واللوجستيات في البلد وجنوب القوقاز. ويسهم قطاع الصناعة التحويلية بنسبه 12 في المائة فقط في الناتج المحلي الإجمالي لتفليس، ولكنه أكبر بكثير، بحسب العمالة والقيمة المضافة الاجماليه، من قطاعات التصنيع في أي منطقه أخرى من جورجيا. ويبلغ معدل البطالة في تفليس-بنسبه 22.5 في المائة-اعلي بكثير في تفليس عن المناطق.

## النقل والمواصلات
يقع مطار شوتا روستافيلي تفليس الدولي في مطار تفليس الوحيد، الذي يقع علي بعد 17 كيلومترا جنوب شرق وسط المدينة. مناوله 1,850,000 راكبا في 2015، وهو أكثر المطارات ازدحاما في جورجيا والمطار الخامس والعشرين ازدحاما في الاتحاد السوفيتي السابق. وشهد المطار نموا سريعا، حيث زاد عدد الركاب بأكثر من الضعف من 822,000 تقريبا في 2010 إلى حوالي 1,847,000 في 2015. بدا مطار تفليس الدولي في 2016 استهلاك الطاقة الشمسية وكان أول «مطار اخضر» في منطقه القوقاز منذ 2008. وهذا يعني ان الاداره الانتقالية لجورجيا تعمل بالفعل وفقا للمعايير والمتطلبات البيئية الدولية لسنوات.
والمطار هو قاعده الخطوط الجوية الجورجية الناقلة لعلم جورجيا يقع مطار ناتاختاري الواقع علي بعد 33 كم من تفليس في بلده ناتاختاري.ويجري حاليا تشييد مطار جديد بين تفليس ومتشهيتا.

### المترو
وينقل مترو تفليس، المعروف بعمقه تحت الأرض، ما يقرب من 9,000,000 راكبا في الشهر.
ويخدم مترو تفليس المدينة بخدمات مترو الانفاق السريع. كان نظام المترو الرابع للاتحاد السوفيتي وبدا البناء في 1952 وانتهي في 1966. ويقوم النظام بتشغيل خطين، هما خطوط اختيلي-فاركيتيلي وخط سابورتالو. ويحتوي على 22 محطه و186 مترو للسيارات. معظم المحطات، مثل تلك الموجودة في أنظمه المترو السوفيتية الأخرى، مزينه بإسراف. القطارات تشغل من 6:00 صباحا إلى منتصف الليل. ونظرا لتفاوت الأرض، فان خطوط السكك الحديدية تتجاوز المستوي الأرضي في بعض المناطق. وهناك محطتان فوق الأرض.

### الترام
وكانت تفليس شبكه ترام منذ 1883 بدءا من الترام المدفوع بالخيول ومن 25 كانون الأول/ديسمبر 1904 الترام الكهربائي. وعندما تفكك الاتحاد السوفياتي، ذهب النقل الكهربائي إلى حاله تدهور في غضون السنوات، وأخيرا اغلق خط الترام الوحيد المتبقي في 4 كانون الأول/ديسمبر 2006 بالاضافه إلى خطوطين للحافلات التي تركت.هناك خطط لبناء شبكه الترام الحديثة.

### ميني باص
وأكثر اشكال النقل سيطرة هي ميني باص. وقد نما نظام الميني الباص المتطور في تفليس خلال السنوات الاخيره. الاضافه إلى المدينة، تخدم عده خطوط أيضا المناطق الريفية المحيطة في تفليس. في جميع انحاء المدينة، يتم دفع سعر ثابت بغض النظر عن المسافة (80 تيتري في 2014). النسبة للرحلات الطويلة خارج المدينة، فان الأجور المرتفعة شائعه. لا توجد توقفات محدده مسبقا لخطوط الميني باص، ويتم الترحيب بها من الشوارع مثل سيارات الاجره، ويمكن لكل راكب الخروج كلما يشاء.

### الباص البلدي
وثاني أكبر اشكال النقل هو الحافلات البلدية التي تديرها شركه النقل في تفليس. واعتبارا من تموز/يوليه 2016، كانت 672 حافلات من مختلف الحجم تخدم المدينة، وكانت جميعها من الطراز الأوكراني بوغدان A144 (148 حافله) وA092 . ] وفقا لبرنامج الترميم الذي دام 4 سنوات في قاعه مدينه تفليس للحافلات البلدية في 13 تموز/يوليو، وقعت 2016 اتفاقا مع شركه مان للشاحنات والحافلات لشراء 143 الحافلات الجديدة ذات الكفاءة في استخدام الطاقة في مدينه مان ليون. في 6 أكتوبر ، 2016 الاولي الجديدة 10 حافلات وضعت في الخدمة علي الطريق 61. وبما انه من المقرر ان ترد بقية الحافلات حتى نهاية آذار/مارس ، 2017.

### الترامات الجوية
تاريخيا، كانت المدينة تحتوي على 7 طرق جوية مختلفه ولكن كل منهم أغلقت بعد الحقبة السوفياتية.
بعض الطرق الجوية السوفياتية الوقت أعاده فتح في 2016 وبعضها من المقرر أعاده فتح في 2017.
ومنذ 2012، تتمتع تفليس برافعه حديثه وعاليه القدرات تعمل بين منتزه ريكه وقلعه ناركالا، ويمكن لكل جنال ان يحمل ما يصل إلى 8 أشخاص. وقد تم بناء النظام من قبل الشركة الايطاليه الصانع لايتنر روبيطرق.
منذ 12 أكتوبر 2016، تم أعاده فتح الترام الجوي لبحيرة السلاحف (الذي تم فتحه أصلا في 1965) بعد 7 سنوات من الخدمة. ذهبت تحت التعمير الرئيسية ولكن حفظ التصميم القديم والمحطات. الترام يربط منتزه فأيكي مع بحيرة السلحفاة. وقام بالتعمير السيد ل. ت. د. «باغيرمشيني».
ومنذ تشرين الأول/أكتوبر 2016 يجري حاليا أعاده بناء الترام الجوي بين جامعه الدولة (ماجليف) والحرم الجامعي (بأغبى) في مقاطعه سابورتالو (التي افتتحت في الأصل في 1983) بعد 15 عاما من التخلي عنها، ومن المقرر افتتاحه في نيسان/ وقد أنتجت الايطاليه الاصليه غودولليس بواسطة «لوكلومو» وقدمتها «سيريتي وتانفاني» بسعة 40 راكبا، ويجري الاحتفاظ بكل منها وكذلك المحطات.
بسبب سوء الاداره علي ايدي السلطات السوفياتية واحده من الترام الجوي الرئيسي شهدت عطلا كبيرا، مما تسبب في حادث سيارة الكابل 1990 تفليس والمتبقية مغلقه منذ ذلك الحين.منذ تشرين الأول/أكتوبر 2016

## التعليم
وتعد تفليس موطنا للعديد من المؤسسات الرئيسية للتعليم العالي، بما في ذلك جامعه تفليس الطبية الحكومية، واكاديميه الطب التابعة لبيتر بيتادزه تفليس، المشهورة بنظام التعليم الطبي المعترف به دوليا. وأكبر جامعه جورجية هي جامعه تفليس الحكومية التي أنشئت في 8 شباط/فبراير 1918. تسو هو أقدم جامعه في منطقه القوقاز بأكملها. ويلتحق بالمدارس أكثر من 35,000 طالب وعدد أعضاء هيئه التدريس والموظفين (المتعاونون) حوالي 5,000. وتضم تفليس أيضا أكبر جامعه طبية في منطقه القوقاز-جامعه تفليس الطبية الحكومية، التي تاسست كمعهد تفليس الطبي في 1918 وأصبحت كليه الطب في جامعه ولاية تفليس في 1930. وأعيدت تسميه معهد تفليس الطبي الحكومي إلى الجامعة الطبية في 1992. وبما ان هذه الجامعة تعمل كمؤسسه تعليمية مستقله، فقد أصبحت المؤسسة أحدي مؤسسات التعليم العالي الرفيعة المستوي التي تدعمها الدولة في منطقه القوقاز. وهناك حاليا ما يقرب من 5000 طالبا جامعيا و203 خريجا في الجامعة منهم 10 في المائة ياتون من بلدان أجنبيه.
وتوجد في تفليس الجامعة التقنية الرئيسية والأكبر في جورجيا، وهي الجامعة التقنية الجورجية. تاسست الجامعة التقنية الجورجية في 1922 ككلية البوليتكنيك في جامعه ولاية تفليس. وقد قرات المحاضرة الاولي الاستاذه الرياضية الجورجية الشهيرة في عالم الرياضيات اندريريا رازمادزه. وحصلت علي المركز الجامعي بحلول 1990. وتوجد في تفليس المؤسسة التعليمية العليا الخاصة الثلاث الأكثر شعبيه في جورجيا-جامعه جورجيا (تفليس)، وجامعه القوقاز، وجامعه تفليس الحرة.
وجامعه جورجيا (تفليس) هي أكبر جامعه خاصه في جورجيا، وتضم أكثر من 3500 من الطلاب الدوليين والمحليين. وقد أنشئت في 2005 وسرعان ما أصبحت رائده في السوق داخل القطاع التعليمي الجورجي. وفي 2010، تلقت الشركة تمويلا من مؤسسه الاستثمارات الخاصة في الخارج لتطوير البنية التحتية والمعدات التقنية للجامعة. جامعه جورجيا لديها العديد من البرامج الجامعية والدراسات العليا وانها الشركة الاولي في جورجيا التي تقدم برامج الشهادات الدولية من شركه اوراكل، ومايكروسوفت، وتقنيات زند واكاديميه سيسكو. تاسست جامعه القوقاز في 2004 كتوسع في مدرسه القوقاز للاعمال التجارية (التي أنشئت في 1998) من قبل كونسورتيوم يتالف من جامعه تفليس الحكومية والجامعة التقنية الجورجية بالشراكة مع جامعه جورجيا الحكومية (أتلانتا، الولايات المتحدة الامريكيه). وقد أنشئت جامعه تفليس الحرة في 2007 من خلال دمج مدرستين للتعليم العالي: المدرسة الأوربيه للاداره (تفليس) ومعهد تفليس لأسيا وافريقيا. وتضم الجامعة الحرة اليوم ثلاث مدارس هي مدرسه الأعمال، ومعهد اسيا وافريقيا، وكليه الحقوق، وتقدم برامج اكاديميه في مستويات البكالوريوس والدراسات العليا والدكتوراه. الاضافه إلى ذلك، تنظم الجامعة الحرة مجموعه واسعه من الدورات الدراسية القصيرة الأجل وتدير العديد من مراكز البحوث وبرامج المدارس الصيفية.
مؤسسات التعليم العالي في تفليس:
جامعه تفليس الحكومية
جامعه ولاية إيليا
الجامعة التقنية الجورجية
معهد تفليس الحكومي
شوتا روستافيلي المسرح والسينما جامعه
اكاديميه الدولة للفنون في تفليس
جامعه جورجيا (تفليس)
جامعه تفليس الطبية الحكومية
جامعه القوقاز
جامعه القوقاز الدولية
اكاديميه تفليس الطبية
جامعه تفليس الحرة
جامعه غريغول روبايددزي – الما ماتر
الجامعة الامريكيه الجورجية
الجامعة الدولية للبحر الأسود
المعهد الجورجي للشؤون العامة
الجامعة الزراعية الجورجية
المدرسة الدولية للعلوم الاقتصادية
جامعه جيودي
جامعه نيو فيجين

## المدن الشقيقة
، ألمانيا، فرنسا
، سلوفينيا
، النمسا، الولايات المتحدة، إيطاليا، المملكة المتحدة، إسبانيا
أنقرة، تركيا
كييف، أوكرانيا
أستانا، كازاخستان
، ليتوانيا
بوخارست، رومانيا
وارسو، بولندا

## معرض صور

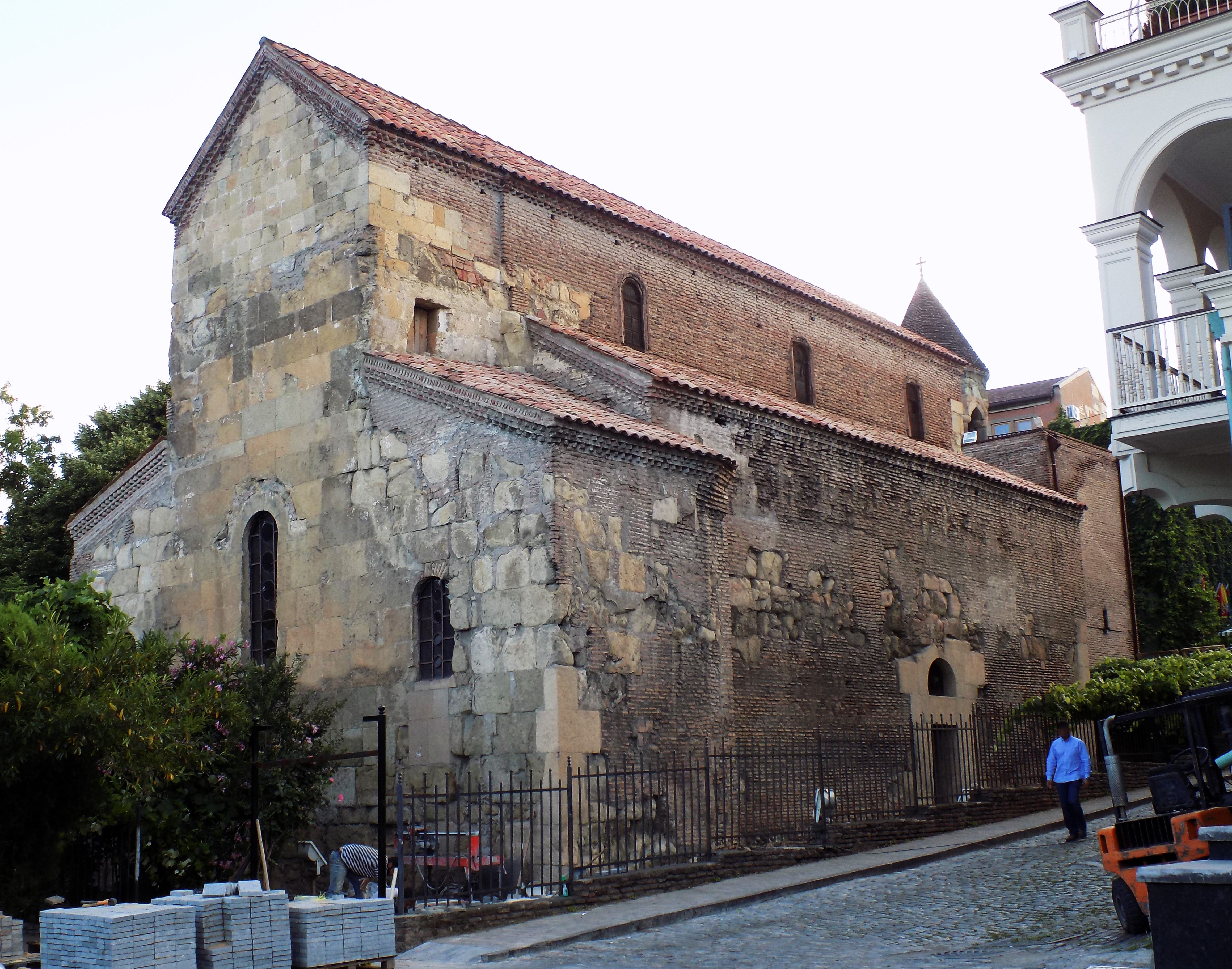
كنيسة Anchiskhati Basilica، أقدم كنيسة باقية في تفليس
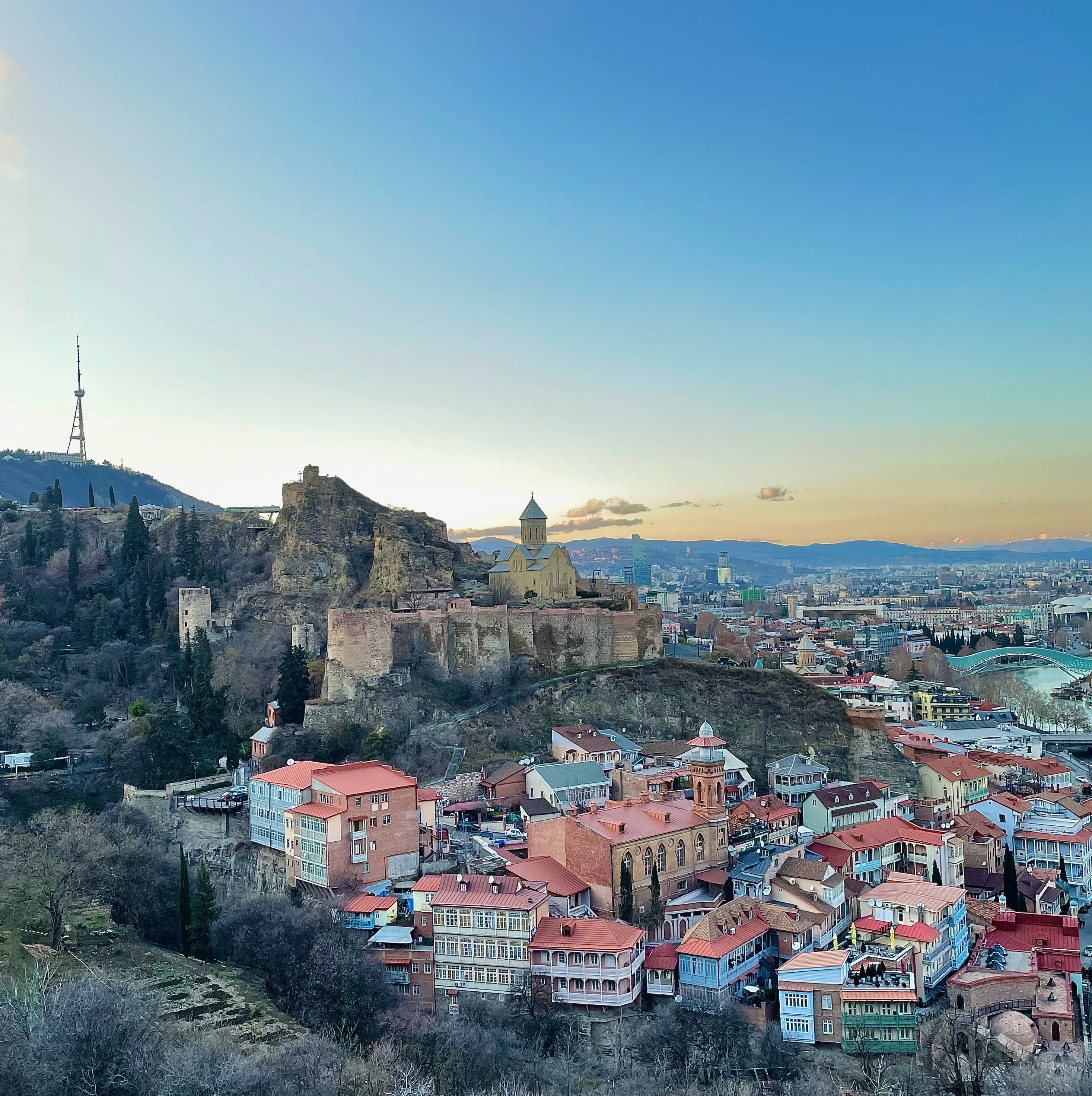
منظر للمدينة القديمة في تفليس
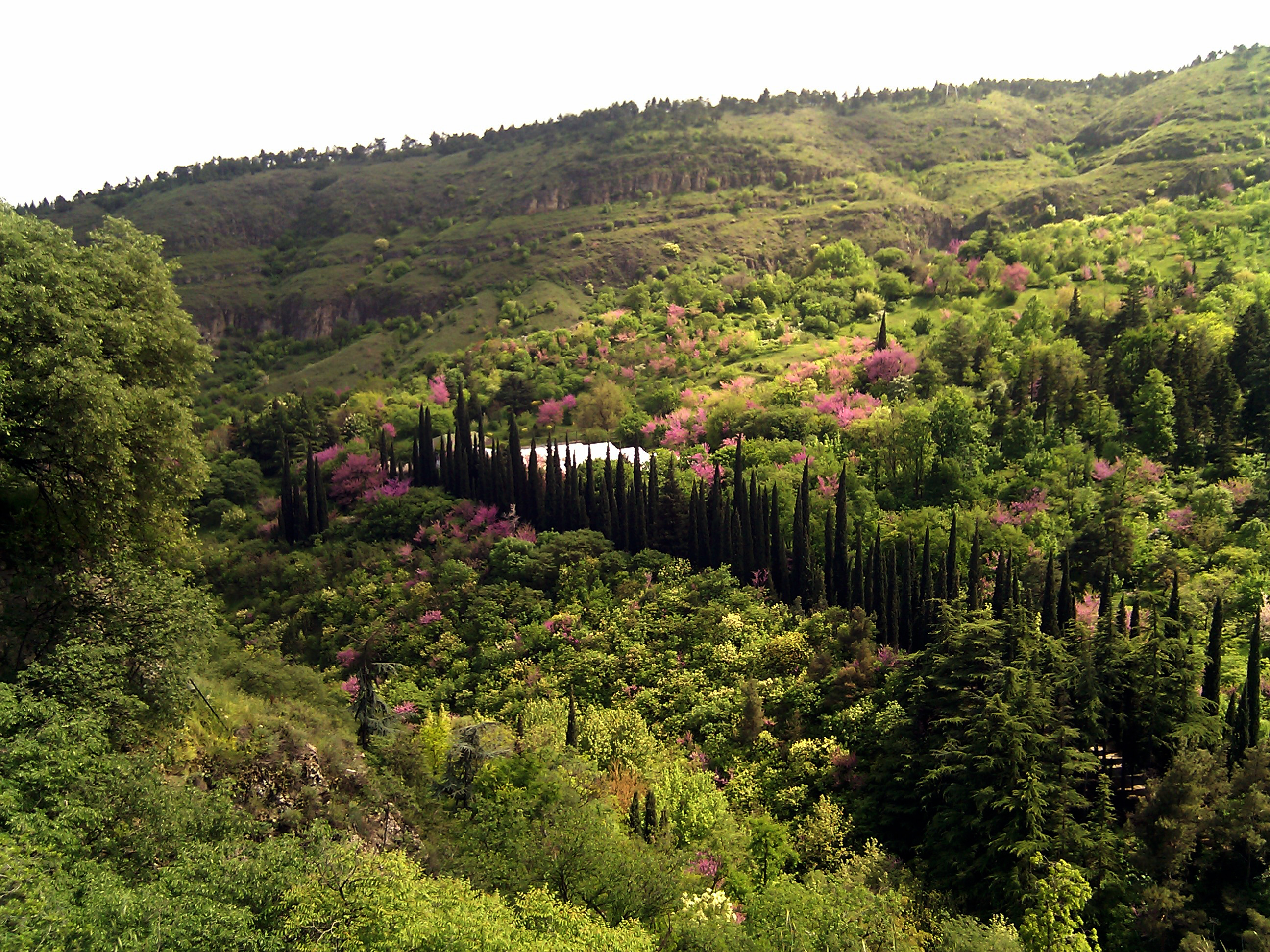
الحديقة النباتية في تفليس
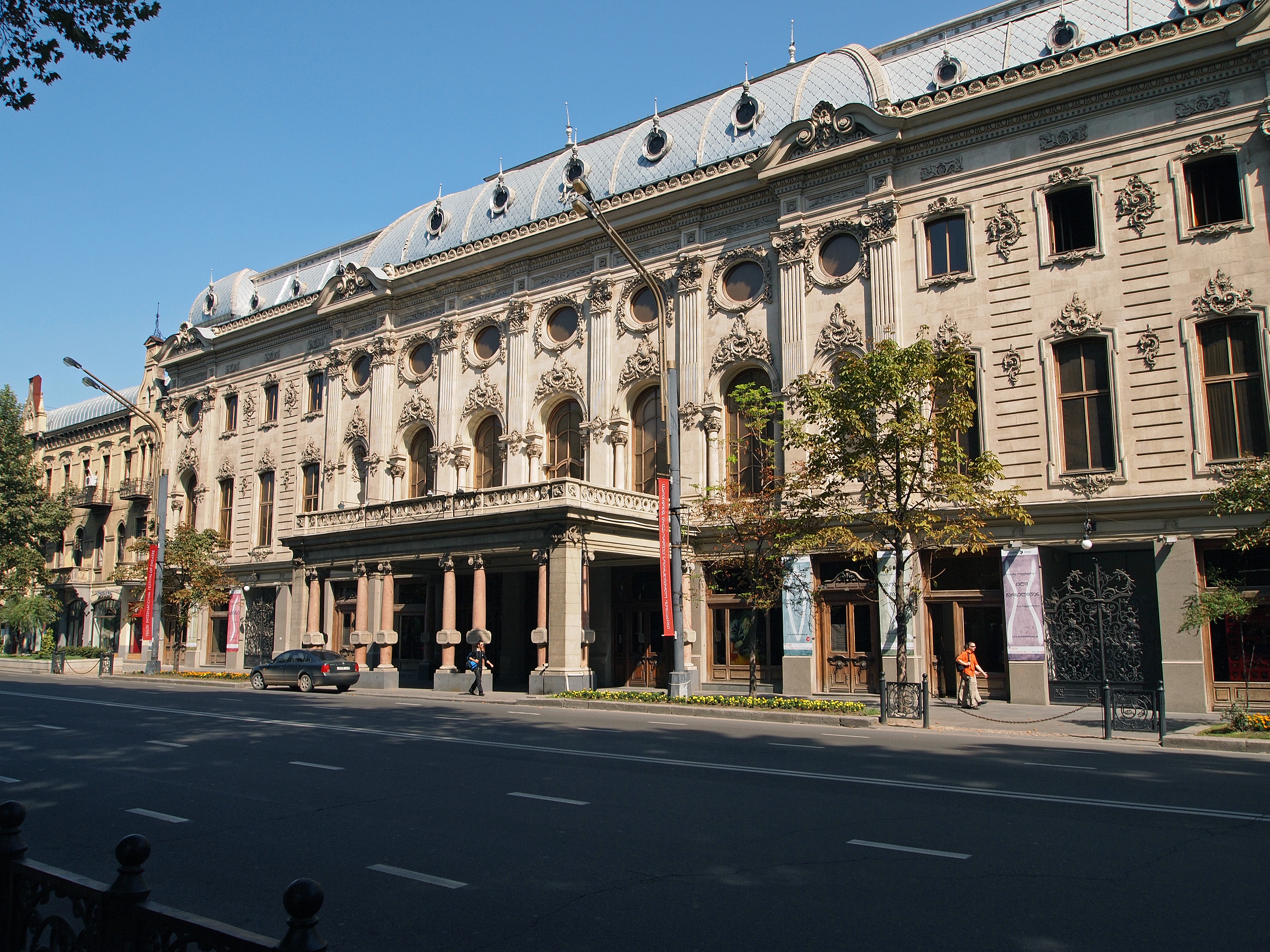
مسرح راستفيلي الوطني
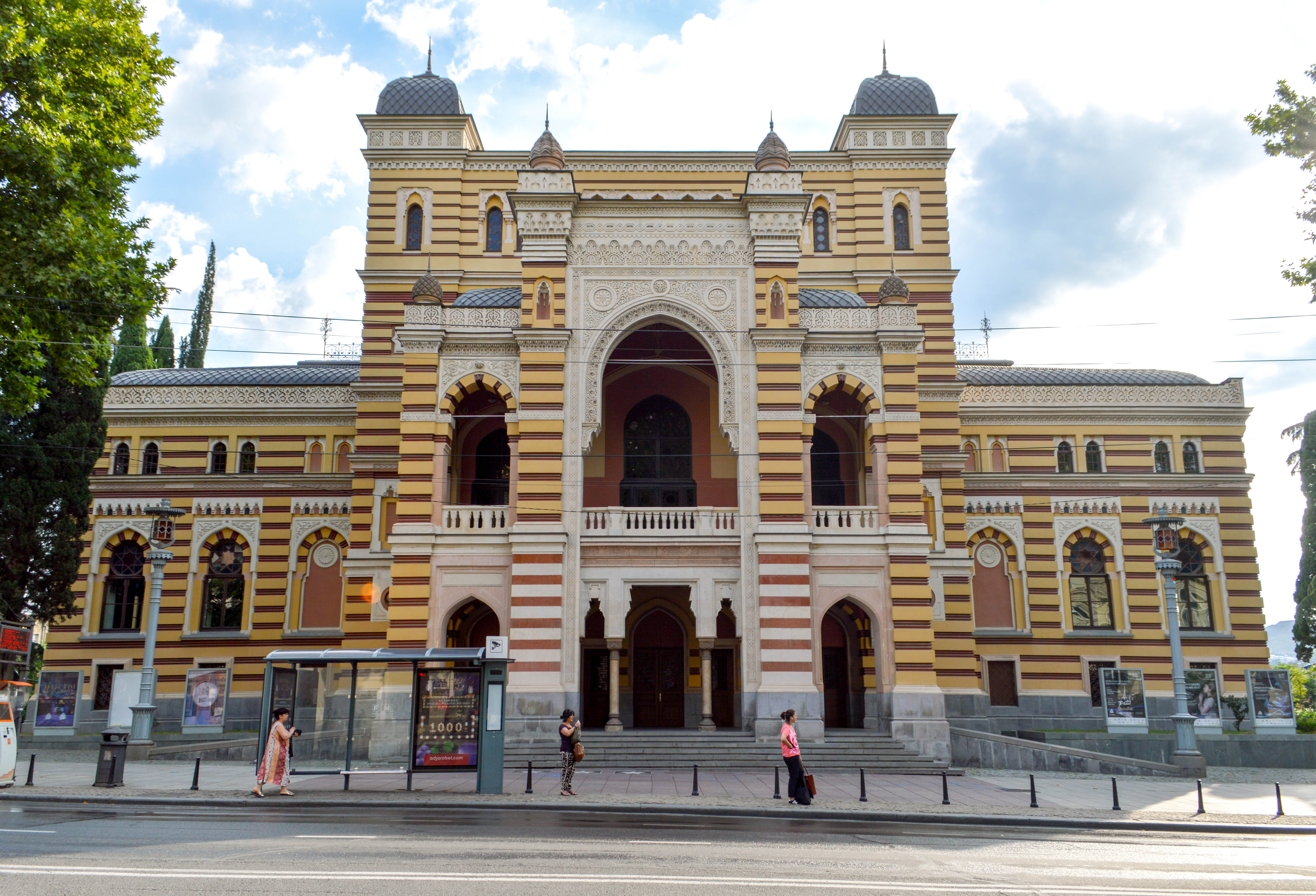
دار الأوبرا الوطنية
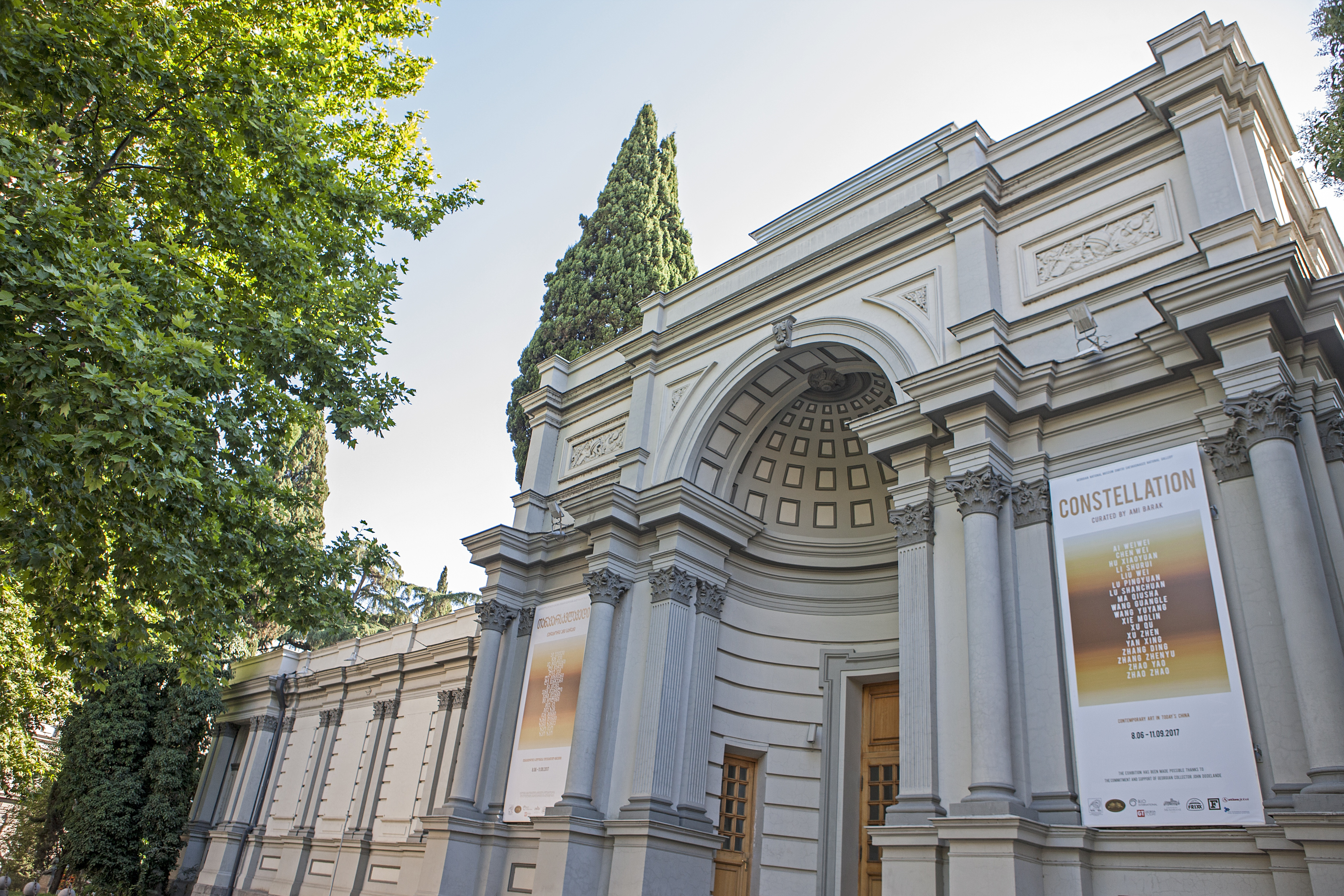
المعرض الفني الوطني في شارع راستفيلي
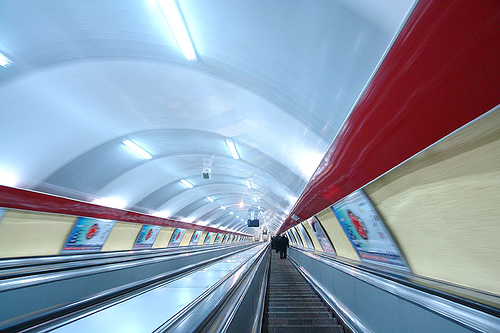
مترو تفليس
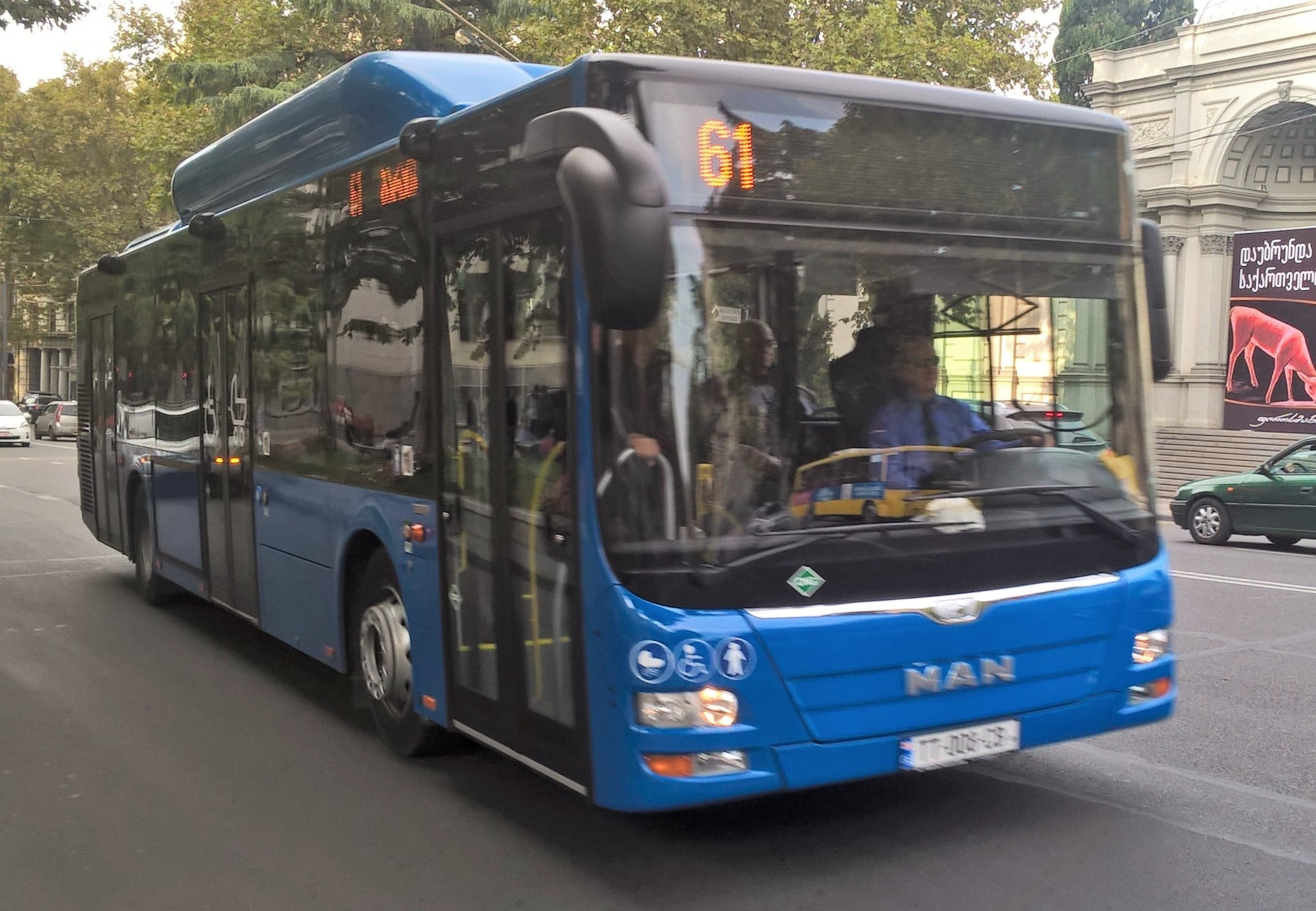
حافلة في تفليس
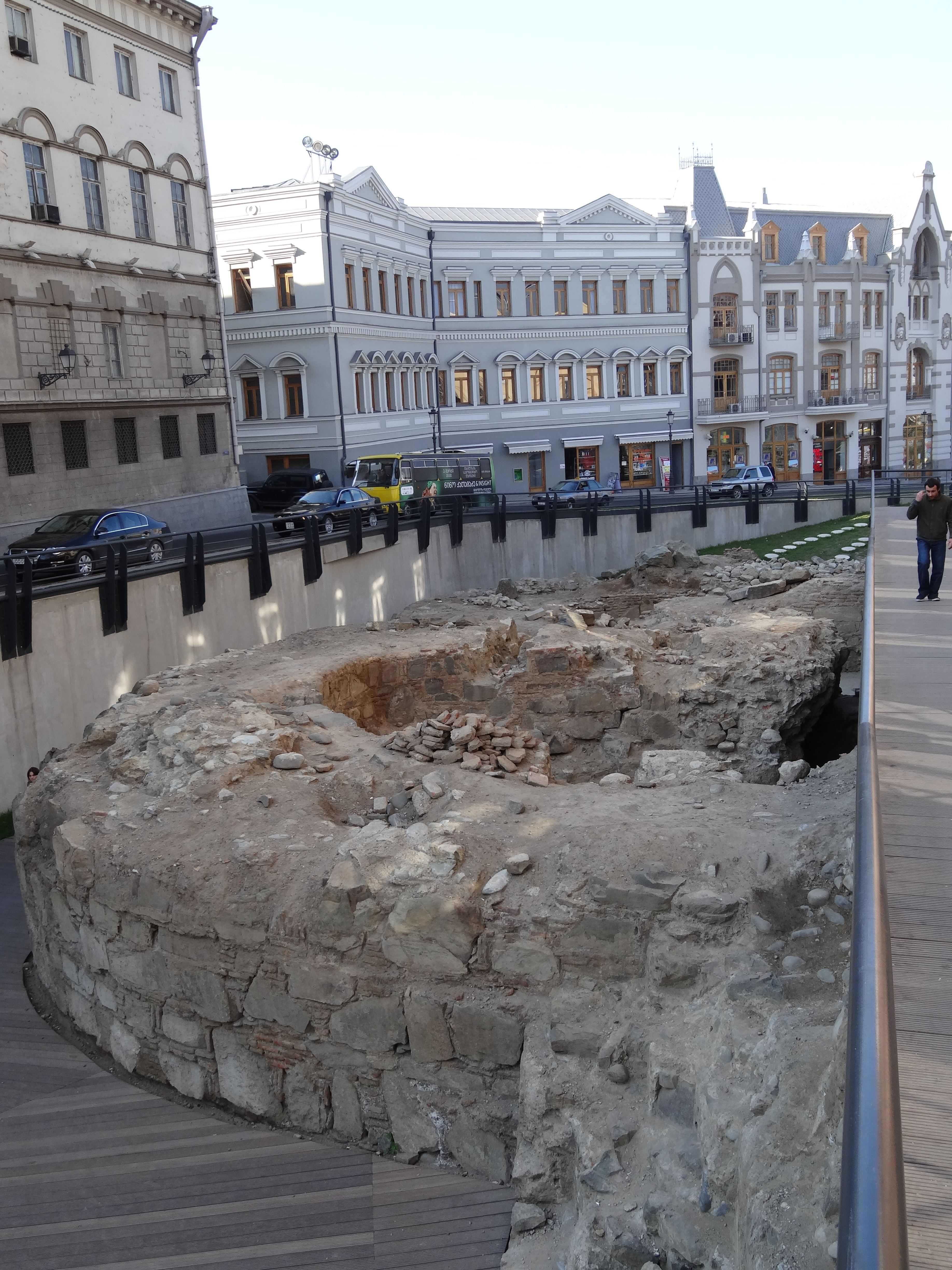
بقايا أسوار المدينة القديمة
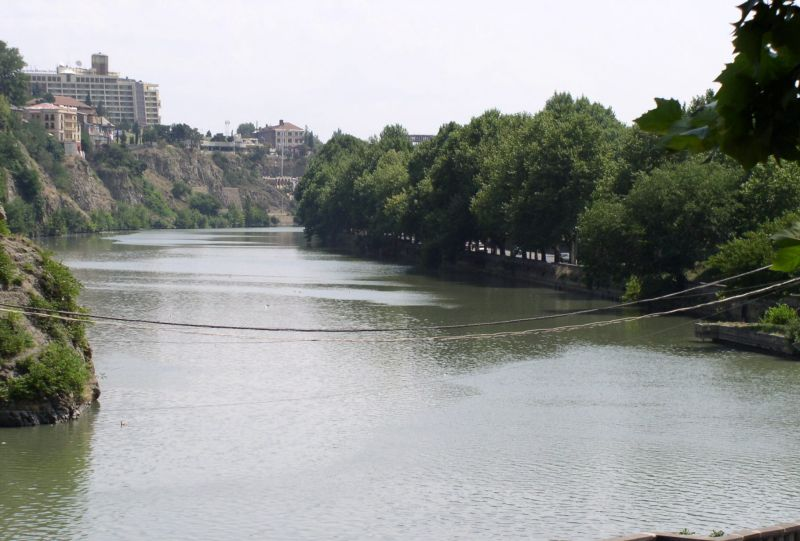
نهر Mtkvari

## وصلات خارجية
- أهم المعالم السياحية في تفليس عاصمة جورجيا

موسم الهجرة إلى جورجيا